# Остання реліквія
«Остання реліквія» (ест. «Viimne reliikvia») — радянський історико-пригодницький художній фільм 1969 року. Знятий за мотивами роману естонського письменника  Едуарда Борнгьое «Князь Гавриїл, або Останні дні монастиря святої Бригіти» (1893). Лідер прокату (1971 рік, 2-е місце) — 44,9 млн глядачів. У ряді джерел вважається, що цей фільм подивилася найбільша кількість глядачів серед усіх фільмів, знятих на кіностудіях Прибалтики за часів СРСР.

## Сюжет
Ліфляндія, XVI століття. В одному з аристократичних будинків вмирає старий лицар Рісбітер. Він заповів сину шкатулку з християнською реліквією — мощами святої Бригіти. Духовні пастирі найближчого монастиря хочуть заволодіти реліквією, щоб примножити славу і доходи обителі. Молодий Рісбітер згоден поступитися реліквією, але з однією умовою: йому повинні віддати в дружини прекрасну Агнес фон Мьоннікхузен, племінницю абатиси. Тітка схвалює цей план. Однак під час кінної прогулянки в лісі молодий Рісбітер і Агнес зустрічають «вільну людину» Габріеля, який з першого погляду закохується в Агнес і надалі починає боротьбу за її серце.

## У ролях
- Олександр Голобородько — Габріель
- Інгріда Андріня — Агнес (російський дубляж: Галина Комарова)
- Ельза Радзиня — аббатиса (російський дубляж: Ніна Нікітіна)
- Ролан Биков — брат Іоганнес (естонський дубляж: Юрі Ярвет)
- Еве Ківі — Урсула (російський дубляж: Елла Некрасова)
- Улдіс Ваздікс — Сійм (естонський дубляж: Аксель Орав, російський дубляж: Едуард Бредун)
- Райво Трасс — Ханс фон Рісбітер (російський дубляж: Олег Голубицький)
- Пеетер Якобі — Іво (російський дубляж Юрій Боголюбов)
- Карл Калкун — ватажок повстанців (російський дубляж: Микола Граббе)
- Валдеко Ратассепп — Йохан фон Рісбітер

## Знімальна група
- Автор сценарію: Арво Валтон
- Режисер: Григорій Кроманов
- Оператор: Юрій Гаршнек
- Художник: Рейн Раамат
- Композитор: Уно Найссоо, Тину Найссоо
- Вокальні партії: Георг Отс, Пеетер Тоом
- Консультант:  Наталія Мей